# Divorce (série télévisée, 2000)
Pour les articles homonymes, voir Divorce (homonymie).
Divorce est une série judiciaire française produite en 2000.

Elle a été diffusée sur TF1 entre le 3 juillet 2000 et le 28 juillet 2000 chaque jour à 11h.

## Synopsis
Cette nouvelle série judiciaire, lancée près de 10 ans après le succès de Cas de divorce , avait pour but de relancer les séries judiciaires en journée. 
Chaque épisode reconstituait un divorce.

## Distribution
- Chrystelle Labaude : La présidente
- Laura Marine : La journaliste